# Alicja Wieniawa
Alicja Wieniawa-Narkiewicz (ur. 7 października 2003 w Warszawie) – polska aktorka.

## Życiorys
Jest studentką Wydziału Aktorskiego PWSFTViT w Łodzi.

## Życie prywatne
Jej przyrodnią siostrą jest aktorka Julia Wieniawa.

## Filmografia
| Rok       | Tytuł                    | Rola                                  | Uwagi                |
| --------- | ------------------------ | ------------------------------------- | -------------------- |
| 2017      | Niania w wielkim mieście | Sara Kmiecik, córka Aldony            | odc. 9–11            |
| 2017      | Mecenas Lena Barska      | koleżanka Wojtka                      | odc. 5               |
| 2018      | Oko za oko               | Zuzanna Wysocka, córka Anny i Macieja | odc. 1–18            |
| 2019–2020 | Na dobre i na złe        | Nina                                  | odc. 756, 768        |
| 2020–2022 | Przyjaciółki             | Hania Gruszewska, córka Ingi          | odc. 183–242         |
| 2021      | Nic się nie stało        |                                       | film krótkometrażowy |
| 2022      | Apokawixa                | Tola                                  | film fabularny       |
| 2024      | Czarne stokrotki         | Ada, córka Leny                       |                      |

Opracowano na podstawie Internetowej Bazy Filmu Polskiego.